# Tamarindenbaum
Der Tamarindenbaum (Tamarindus indica), auch Indische Dattel oder Sauerdattel genannt, ist die einzige Art der Pflanzengattung Tamarindus in der Unterfamilie der Johannisbrotgewächse (Caesalpinioideae) innerhalb der Familie der Hülsenfrüchtler (Fabaceae oder Leguminosae). Er ist in Afrika und angrenzenden Gebieten weit verbreitet und wird in vielen Gebieten angebaut.

## Beschreibung

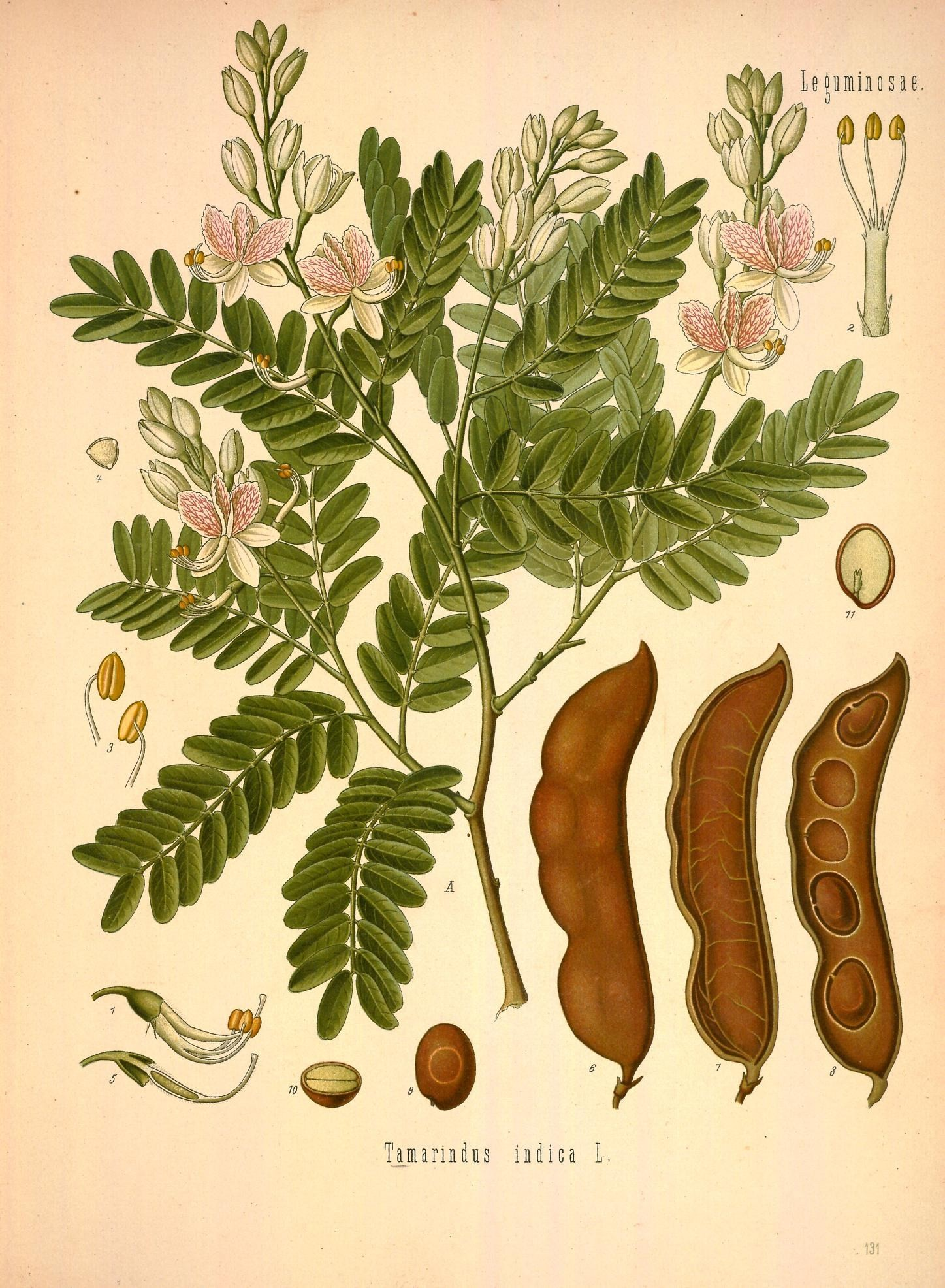
Illustration

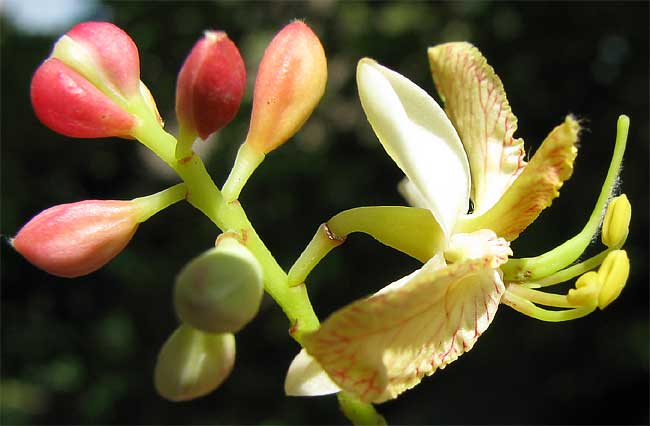
Ausschnitt eines Blütenstandes mit Blütenknospen und offener Blüte

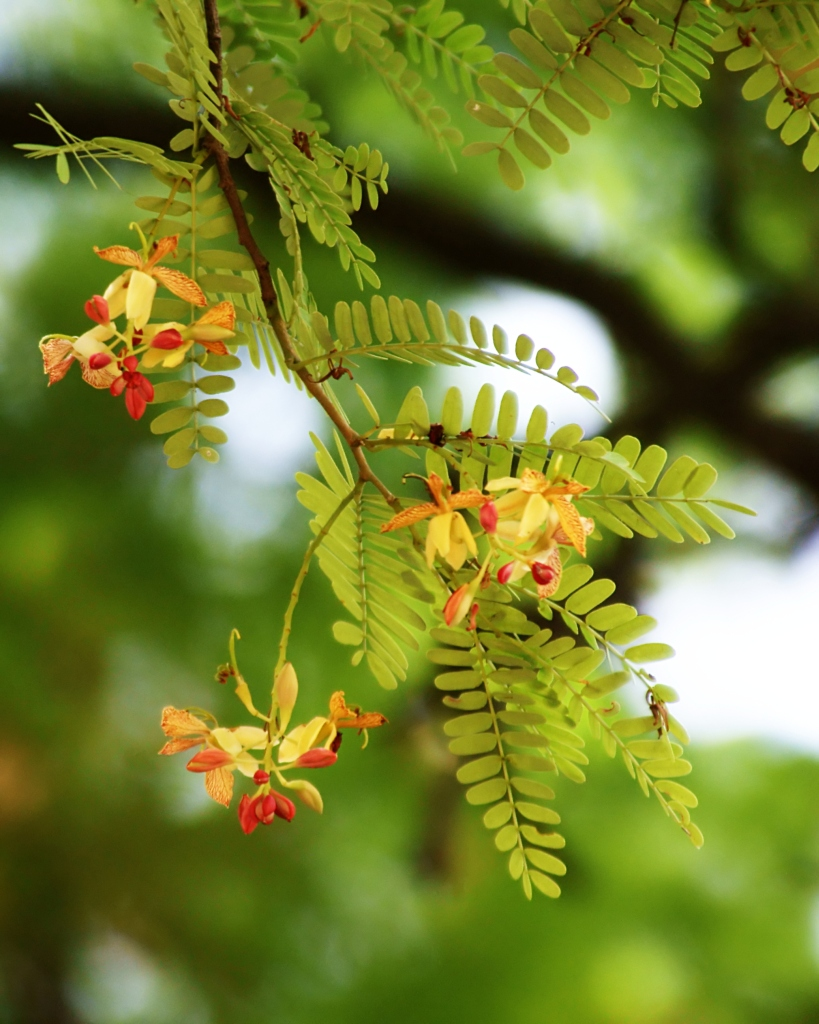
Zweig mit gefiederten Laubblättern und Blütenständen

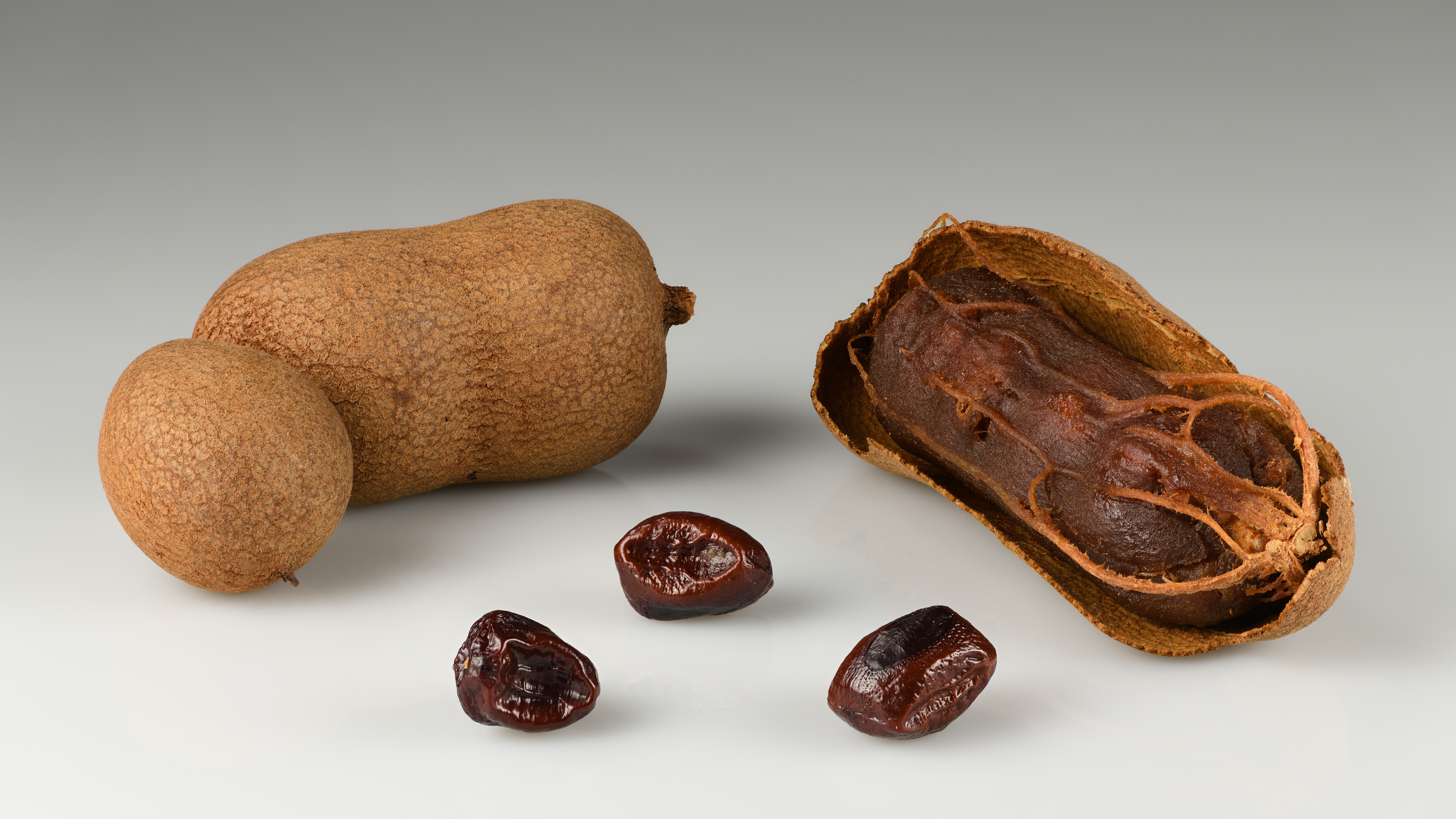
Hülsenfrüchte und Samen

### Vegetative Merkmale
Der Tamarindenbaum wächst als immergrüner, langsam wachsender Baum mit einer dichten Krone, der Wuchshöhen von 30 Meter erreicht. Der Stammdurchmesser kann bis zu 2 Meter erreichen. Die raue Borke ist grau bis grau-schwarz und flach-rissig. Die Rinde junger Zweige ist behaart. Er besitzt im Alter glatte, braun-schwarze Äste. 
Die kurz gestielten, paarig gefiederten Laubblätter weisen eine Länge von 5 bis 12 (selten bis 16) cm auf und enthalten 20 bis 40 Fiederblättchen. Diese meist unbehaarten, eiförmigen oder länglichen bis elliptischen und ganzrandigen Fiederblättchen mit abgerundeter oder abgestumpfter Spitze sitzen fast mit der rundlichen Basis an der Rhachis. Sie haben eine Länge von 12 bis 30 mm und eine Breite von 4 bis 11 mm und werden zur Nacht zusammengefaltet („Schlafstellung“), reagieren aber nicht auf Berührung. Die schmal-eiförmigen Nebenblätter am Blattgrund fallen schon früh ab. 

### Generative Merkmale
Die achsel- oder endständigen, traubigen Blütenstände sind 1 bis 15 (selten bis 22) cm lang. Die duftenden Blüten sind zwittrig mit doppelter Blütenhülle. Die Blütenknospen sind rot. Der Blütenbecher (Hypanthium) ist 3 bis 5 mm lang. Die Blütenhülle besteht aus vier zurückgebogenen weißen bis hellgelben Kelchblättern und drei weißen oder orange-gelben Kronblättern, mit rötlicher Venatur, zwei sind reduziert und minimal, borstenförmig. Es sind nur drei fruchtbare Staubblätter und vier bis fünf kürzere Staminodien vorhanden, die in ihren unteren Hälften miteinander verwachsene Staubfäden besitzen. Der oberständige, leicht behaarte und längliche Fruchtknoten mit vielen Samenanlagen ist gestielt, mit langem, bogigem Griffel mit kopfiger Narbe. Es sind bei den Blüten zwei Vorblätter und ein Deckblatt vorhanden, die früh abfallen.
Die geraden bis gekrümmten, oft fast zylindrischen, geschwollenen, fleischigen, hellbraunen, holzig-ledrigen und abgerundeten, um die Samen etwas eingeschnürte Hülsenfrüchte weisen eine Länge von 3 bis 15 cm und einen Durchmesser von 2 bis 4 cm auf. Sie öffnen sich nicht. Im Inneren befindet sich ein dunkelbraun-rötliches, saftiges, sirupiges und süßes bis saueres Fruchtfleisch, das reich an Weinsäure ist, in welchem die Samen liegen. Die Früchte enthalten zwei bis zehn Samen. Die kokosbraunen, rhomboiden oder länglichen bis rundlichen und etwas abgeflachten Samen besitzen eine Größe von etwa 11 bis 17 × 10 bis 12 mm.
Die Chromosomenzahl beträgt 2n = 24, 26 oder 28.

## Herkunft und Verbreitung
Die ursprüngliche Heimat des Tamarindenbaumes liegt in Ostafrika. Bereits in prähistorischer Zeit gelangte er nach Indien, von wo aus er als Nutzpflanze in alle trockeneren Gebiete der Tropen und Subtropen verbreitet wurde, u. a. Süd- und Ostasien, Mittelmeerraum, Südamerika.

## Taxonomie
Der Tamarindenbaum wurde 1753 von Carl von Linné in Species Plantarum Band 1 Seite 34  als Tamarindus indica erstbeschrieben.

## Verwendung
In tropischen Regionen wird der Tamarindenbaum als Zier- und Nutzpflanze (essbare Früchte) kultiviert. Das äußerst harte Holz wird in der Tischlerei verwendet, doch allein zur Nutzholzproduktion wird er aufgrund seines langsamen Wachstums nur selten angebaut.
Die Tamarinden-Hülsen können roh gegessen oder als Würzmittel für verschiedenste Speisen verwendet werden, wie Saucen.
In asiatischen sowie südamerikanischen Regionen, insb. Kolumbien, wird die Frucht zur Herstellung von Süßigkeiten verwendet, beispielsweise dem mexikanischen Pulparindo, Tamarindeneis und -saft in Peru. Die Pulpe ist in der Worcestershiresauce enthalten.
Die Anwesenheit von Tanninen und anderen Färbemitteln in der Samenschale macht die Samen ungeeignet für den Verzehr, aber sie werden nach Einweichen und Kochen in Wasser und geschält essbar. Tamarindenkernpulver ist ein wichtiges Leimungsmaterial in der Textil-, Papier- und Juteindustrie.
Junge Blätter und Blüten können roh oder als Gemüse gegessen werden. Beispielsweise ist in der indischen Stadt Hyderabad gekochtes Hammelfleisch mit Tamarindenblättern (Urdu: Chugur kā Sālan, Telugu: Chinta Chiguru Mamsam) eine beliebte saisonale Spezialität.